# Kaizer Chiefs
Die Kaizer Chiefs Johannesburg sind ein südafrikanischer Fußballverein, der am 7. Januar 1970 im Johannesburger Stadtteil Soweto gegründet wurde. Die Kaizer Chiefs werden in Südafrika auch AmaKhosi (isiZulu, etwa: „Die Häuptlinge“) bzw. Glamour Boys (englisch, etwa „Ruhmreiche Jungs“) genannt.
Die Kaizer Chiefs sind benannt nach ihrem Gründer, der südafrikanischen Fußballlegende Kaizer Motaung, heute Präsident des Vereins, und den Atlanta Chiefs aus der North American Soccer League, bei denen er früher spielte.
Seit Gründung der Liga dominieren die Kaizer Chiefs zusammen mit den Orlando Pirates und den Mamelodi Sundowns die Premier Soccer League in Südafrika. Mit den Orlando Pirates, die ebenfalls in Soweto spielen, verbindet sie eine große Rivalität. Die Kaizer Chiefs zählen zu den beliebtesten Clubs in Südafrika. Spielstätte der Mannschaft ist das FNB-Stadion, das als Soccer City zudem Austragungsort verschiedener Spiele der Fußball-Weltmeisterschaft 2010 in Südafrika war, darunter dem Eröffnungs- und dem Finalspiel. Das Stadion verfügt seit dem letzten Umbau über eine Kapazität von 94.700 Zuschauern.

## Bekannte Spieler
- Lucas Radebe
- Doctor Khumalo
- Jabu Mahlangu
- Marks Maponyane
- Brian Baloyi
- Gary Bailey
- Linda Buthelezi
- Collins Mbesuma
- Donald Khuse
- Patrick Ntsoelengoe
- Fani Madida
- Pollen Ndlanya
- Neil Tovey
- David Modise
- Kaizer Motaung
- Siyabonga Nomvethe
- Nelson Dladla
- Siyabonga Nkosi
- Delron Buckley
- Bradley Carnell
- Rowen Fernandez
- Siphiwe Tshabalala
- Itumeleng Khune
- Reneilwe Letsholonyane
- Knowledge Musona

## Bekannte Trainer
- Ted Dumitru (1985–1988, 2003–2005)
- Ernst Middendorp (2005–2007, 2018–2020)
- Nasreddine Nabi (2024–)

## Größte Erfolge

### International
- African Cup Winners’ Cup: 1 
2001

### National
- Südafrikanischer Meister: 13 
1974, 1976, 1977, 1979, 1981, 1984, 1989, 1991, 1992, 2004, 2005, 2013, 2015
  - in der National Premier Soccer League: 6
1974, 1976, 1977, 1979, 1981, 1984
  - in der National Soccer League: 3
1989, 1991, 1992
  - in der Premier Soccer League: 4
2004, 2005, 2013, 2015

- MTN 8 (bis 2002 BP Top 8; 2003–2007 SAA Supa 8): 14 
 1974, 1976, 1977, 1981, 1982, 1985, 1987, 1989, 1991, 1992, 1994, 2001, 2006, 2008
- Mainstay Cup: 5 
1979, 1981, 1982, 1984, 1987
- ABSA Cup: 1 
2006
- Bob Save Super Bowl: 2 
1992, 2000
- Coca-Cola Cup: 3 
2001, 2003, 2004
- JPS Knockout: 4 
1984, 1986, 1988, 1989
- Ohlsonns Challenge Cup: 2 
1987, 1989
- Castle Challenge Cup: 2 
1990, 1991
- Rothmans Cup: 2 
1997, 1998
- Life Challenge Cup: 2 
1971, 1972
- Datsun Challenge: 1 
1983
- Benson and Hedges Cup: 2 
1976, 1977
- Life Challenge Cup titles: 2 
1971, 1972
- Stylo Cup: 1 
1970
- UCT Super Team Competition: 1 
1972
- Sales House Cup: 6
1974, 1976, 1980, 1981, 1982, 1984
- Panasonic Cup: 1 
1986

## Sonstiges
- Die britische Band Kaiser Chiefs trägt, seit der ehemalige Chiefs-Spieler Lucas Radebe bei Leeds United spielte, ihren an den Fußballclub angelehnten Namen.
- Cheftrainer der Kaizer Chiefs war von 2005 bis März 2007 der ehemalige Coach von Arminia Bielefeld, Ernst Middendorp.